# 12088 Macalintal
12088 Macalintal è un asteroide della fascia principale. Scoperto nel 1998, presenta un'orbita caratterizzata da un semiasse maggiore pari a 2,3552862 UA e da un'eccentricità di 0,0732826, inclinata di 6,23581° rispetto all'eclittica.